# Aveizieux
Aveizieux és un municipi francès situat al departament del Loira i a la regió d'Alvèrnia-Roine-Alps. El 2021 tenia 1.686 habitants.